# Ratusz z sukiennicami w Żelechowie
Ratusz z sukiennicami w Żelechowie to klasycystyczny budynek pochodzący z końca XVIII wieku, znajdujący się pośrodku Rynku w Żelechowie.

## Historia
Budowę rozpoczęto prawdopodobnie na przełomie XVIII i XIX wieku lub w 1. ćwierci XIX wieku. Budynek miał powstać dla około 30 rodzin żydowskich, aby zapewnić im bezpieczeństwo w razie wojen, napadów i pożarów. Budowę kontynuowano w XIX wieku. Na początku XX w. nastąpiła przebudowa podczas której wschodnie narożniki budynku obłożono potężnymi przyporami. W okresie międzywojennym ratusz zamieszkany był głównie przez ludność żydowską. Budynek został uszkodzony w 1944 roku, jednak zniszczenia zostały naprawione. W 1957 roku ratusz wpisano do rejestru zabytków. Obiekt był wielokrotnie przebudowywany i remontowany, tak że obecnie tylko około 40% budynku ma charakter zabytkowy.

## Budynek
Jest to piętrowy budynek na planie kwadratu, z dziedzińcem pośrodku. Wejście na dziedziniec znajduje się od strony południowej. Narożniki po stronie wschodniej ujęte są masywnymi skarpami. Budynek ozdobiony jest pilastrami toskańskimi w wielkim porządku. Poddasze posiada niewielkie okienka, w gładkim fryzie, nad którym znajduje się gzyms. Na parterze mieszczą się sukiennice, na które składają się rzędy wąskich pomieszczeń na sklepy, z drzwiami i oknem po ich prawej stronie, przykrytych sklepieniami kolebkowo-krzyżowymi. Dach budynku jest dwuspadowy, spłaszczony.
Pierwotnie wejścia na dziedziniec znajdowały się ze wszystkich stron. A wokół dziedzińca znajdował się drewniany ganek, dający dostęp do pomieszczeń na piętrze. Ratusz jest integralną częścią założenia urbanistycznego żelechowskiego Rynku, co jest widoczne m.in. w tym że oparty jest na przeskalowanym planie samego Rynku.

## Ratusz obecnie i jego przyszłość

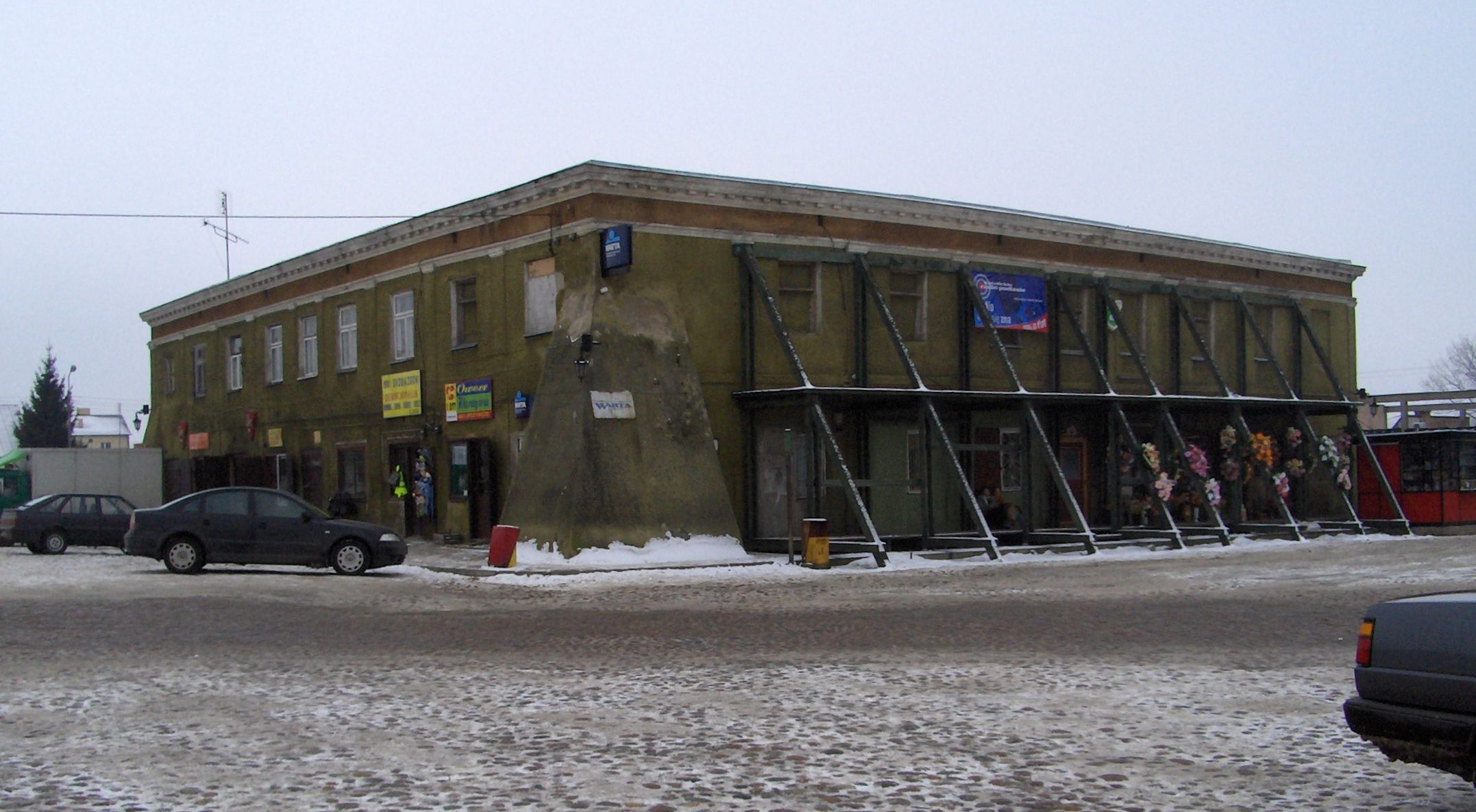
Północna ściana podpierana przez drewniane pale (2007).

W budynku znajduje się obecnie biblioteka publiczna, na parterze wiele sklepów, a na piętrze mieszkania. Ratusz z powodu wieloletnich zaniedbań jest w bardzo złym stanie technicznym. Jego północna ściana jest wspierana przez drewniane pale. Aby obiekt był użyteczny konieczne jest doprowadzenie do niego niektórych instalacji, co jeszcze bardziej zmniejszyło by jego autentyczność. Przyszłość budynku jest niepewna ponieważ szacowane koszty jego remontu są większe niż budowy nowego obiektu. Zgodnie z przyjętym planem zagospodarowania przebudowany (odbudowany) ratusz będzie miał dobudowane poddasze, ściana północna musi zostać odbudowana, a przypory na wschodnich narożnikach mają zostać zlikwidowane. W 2013 rozpoczęto przebudowę ratusza.